# 김미균
김미균(金美均, 1961년 ~ )은 대한민국 전 KBS진주방송국의 아나운서이다.

## 학력
- 부산대학교 일어일문학과 학사

## 경력
- 1985년 ~ 1990년 : KBS 부산방송총국(당시 부산방송본부) 12기 공채 아나운서
- 1990년 ~ 2021년 : KBS 진주방송국 아나운서

## 방송진행

### TV
- KBS 뉴스 930
- KBS 뉴스 7 진주
- KBS 뉴스 9 진주

### 라디오
- 1R 지금은 정보시대 제작 및 진행
- FM FM음악앨범